# Gravatai
Gravatai je grad u Brazilu. Nalazi se u saveznoj državi Rio Grande do Sul. Prema procjeni iz 2007. u gradu je živjelo 261.150 stanovnika.

## Stanovništvo
Prema procjeni iz 2007. u gradu je živjelo 261.150 stanovnika.
| 1991.   | 2000.   |
| ------- | ------- |
| 181.035 | 232.629 |

## Vanjske poveznice
- Službena stranica